# Europska kristalografska zajednica
Europska kristalografska zajednica (European Crystallographic Association  Arhivirana inačica izvorne stranice od 3. srpnja 2017. (Wayback Machine), ECA) je neovisna znanstvena organizacija koja predstavlja nacionalne kristalografske zajednice Europe, Afrike i Bliskog istoka te individualno članstvo. ECA je osnovana 1997. godine i trenutno ima 36 nacionalnih i nekoliko stotina individualnih članova. ECA je jedna od četiri regionalne članice Međunarodne unije za kristalografiju (International Union of Crystallography, IUCr). Ostale tri neovisne regionalne članice su Američka kristalografska zajednica (American Crystallographic Association, ACA), Azijska kristalografska zajednica (Asian Crystallographic Association, AsCA) i Latinoamerička kristalografska zajednica (Latin American Crystallographic Association  Arhivirana inačica izvorne stranice od 28. srpnja 2017. (Wayback Machine), LACA). ECA je registrirana u Nijmegenu, Nizozemska.
Misija ECA-e je promocija kristalografije u svim njezinim aspektima, uključujući i srodna područja ne-kristalnih čvrstih stanja, te širenja europske suradnje u području kristalografije. Ovi ciljevi realiziraju se kroz podršku kristalografskim konferencijama, radionicama i školama u Europi i Africi.

## Povijest
ECA je osnovana za vrijeme 17. europskoga kristalografskog skupa (European Crystallographic Meeting, ECM) u Lisabonu 1997. godine i nasljednica je Europskog odbora za kristalografiju (European Crystallographic Committee, ECC) koji je osnovan 1972. godine i u čijoj organizaciji su održani prethodni Europski kristalografski skupovi (ECM). Ranija povijest ECA-e do uključivo ECM20, koji je održan 2001. godine u Krakovu, prikazana je u članku C. Lacomtea. Nedavna prošlost sažeta je tijekom ECM28 održanog u Warwicku 2013. godine te je prikazana u članku ‘ECA recent history: from Lueven to Rovinj and before’ Acta Crystallographica, Vol. A69, 260 (2103).

## Organizacija
Vodeća tijela ECA-e su Vijeće Europske kristalografske zajednice i njezin Izvršni odbor. Vijeće je odgovorno za strategiju ECA-e i svaka nacionalna članica predstavljena je jednim vijećnikom u tom tijelu. Individualni članovi također izabiru po jednoga svog predstavnika u to tijelo ECA-e na svakih 100 individualnih članova. Izvršni odbor ECA-e odgovoran je za rad, djelovanje i vođenje zajednice između sastanaka Vijeća.
Interesne grupe od posebnoga (Special Interest Groups  Arhivirana inačica izvorne stranice od 1. srpnja 2017. (Wayback Machine), SIGs) kao i općeg interesa individualnoga članstva (General Interest Groups  Arhivirana inačica izvorne stranice od 1. srpnja 2017. (Wayback Machine), GIGs) platforma su znanstvenicima za razmjenu sličnih znanstvenih ideja i interesa. Obje skupine interesnih grupa aktivno pridonose osmišljavanju znanstvenoga programa Europskih kristalografskih skupova.

## Nagrade
ECA dodjeljuje Nagradu Max-Perutz za posebno dostignuće u bilo kojem području kristalografije. Zajedno s European Neutron Scattering Association  Arhivirana inačica izvorne stranice od 28. rujna 2017. (Wayback Machine), ENSA, ECA dodjeljuje i Nagradu Erwin Felix Lewy Bertaut.

## Poveznice
- www.ecanews.org
- www.hazu.hr/kristalografi